# Lycoperdina penicillata
Lycoperdina penicillata es una especie de coleóptero de la familia Endomychidae.

## Distribución geográfica
Habita en Argelia y la España peninsular.